# Batalla de Kortrijk
La batalla de Kortrijk, dita igualment batalla dels Esperons d'Or, fou un fet d'armes esdevingut l'11 de juliol del 1302 prop de Kortrijk (en francès Courtrai) al comtat de Flandes. La data de la batalla s'ha erigit com la Diada de la Comunitat flamenca, la comunitat de parla neerlandesa de Bèlgica.

## Antecedents
La raó de la batalla va ser un intent francès de sotmetre el comtat de Flandes, que era formalment part del regne de França i afegir-lo a les terres de la corona el 1297, però van resistir les polítiques centralista francès. En 1300, Felip IV de França nomenà Jacques de Châtillon com a governador de Flandes i va capturar el comte de Flandes, Guiu de Dampierre, com a ostatge. Això va provocar un gran malestar entre els influents gremis urbans flamencs.
Després d'haver estat expulsats de casa seva per les tropes franceses, els ciutadans de Bruges van tornar a la ciutat i va assassinar tots els francesos que van poder trobar el 18 de maig de 1302, un acte conegut com les Matines de Bruges. Segons la llegenda, van identificar els francesos fent-los pronunciar una frase en neerlandès, Schild en vriend (escut i amic) i tots els que tenien un problema en la seva pronunciació foren executats.

## Les forces
Felip IV de França no podia permetre que aquests fets quedessin impunes, i va enviar un exèrcit encapçalat per Robert II d'Artois. La resposta flamenca consistia en dos grups, un amb 3.000 homes de la milícia de Bruges comandat per Guillem de Jülich, net de Guiu de Dampierre i Pieter de Coninck, un dels líders de la revolta a Bruges. L'altre grup de prop de 2.500 homes dels suburbis de Bruges i les zones costaneres, va estar encapçalada per Guiu de Namur, fill del comte Guiu, amb els dos fills de Guiu de Dampierre. Els dos grups es van reunir prop de Kortrijk. Van venir de l'orient altres 2.500 homes, liderats per Jan Borluut de Gant i un altre de 1.000 homes d'Ieper, dirigit per Jan van Renesse de Zelanda.
Els flamencs i els namuresos, principalment milícia urbana ben equipada i organitzada, amb armes com la goedendag i una llança llarga coneguda com a geldon. Eren prop de 9.000 homes, incloent 400 nobles. La major diferència dels exèrcits francesos i altres feudals era que el grup flamenc consistia gairebé exclusivament d'infanteria amb només els líders muntats, més per expressar el seu lideratge que per al combat.
Els francesos eren un exèrcit feudal clàssic format per un nucli de 2.500 cavallers, entre nobles i escuders, amb el suport de 1.000 ballesters, 1.000 llancers i 3.500 homes d'infanteria lleugera altres, fent un total de prop de 8.000 homes. La teoria militar moderna valora cada cavaller equivalent a deu homes d'infanteria.

## Batalla
Els flamencs van tractar infructuosament prendre Kortrijk el 9 i 10 de juliol, les dues forces es van enfrontar l'11 de juliol en a camp obert, prop de la ciutat.
La hidrografia pantanosa del camp de batalla (posteriorment situat a la vall del Groeningebeek), feia difícil per la cavalleria francesa carregar contra les línies flamenques, i van enviar als servents per preparar el pas del rierol, però no van esperar que haguessin acabat. La gran força d'infanteria francesa va iniciar l'atac amb èxit, però Robert II d'Artois volia que la cavalleria reclamés la victòria. Obstaculitzat per la infanteria i la posició tàctica de les milícies flamenques, la cavalleria francesa va ser un blanc fàcil per als flamencs fortament armats. Quan es van adonar de la batalla estava perduda, els francesos van fugir i els flamencs van perseguir-los sobre una distància de deu quilòmetres.
Abans de la batalla, les milícies flamenques havien rebut l'ordre de no prendre presoners i no preocupar-se pel rescat que, com era costum, es demanava pels cavallers o nobles capturats; les teories actuals apunten que hi havia una ordre clara que va prohibir prendre presoners, sempre que la batalla encara no s'hagués decidit (això es va fer per evitar la possibilitat que les files es trenquessin, quan la infanteria de Flandes portés els seus ostatges darrere de les línies). Robert II d'Artois va ser envoltat i assassinat al camp de batalla.

## Conseqüències
El gran nombre d'esperons d'or que es van obtenir dels cavallers francesos va ser la causa que es conegués com la batalla dels Esperons d'Or; almenys un miler de nobles cavallers van ser assassinats, alguns contemporanis xifren el total de baixes en més de deu mil morts i ferits. Els esperons francesos van ser penjats a l'Església de la Mare de Déu a Kortrijk, per commemorar la victòria i van ser retirats pels francesos vuitanta anys més tard després de la batalla de Westrozebeke.
Algunes de les baixes notables:
- Robert II, Comte d'Artois, el comandant francès
- Raoul de Clermont-Nesle, senyor de Nesle, conestable de França
- Guiu I de Clermont, senyor de Breteuil, Mariscal de França
- Simón de Melun, Senyor de la Loupe i Marchéville, Mariscal de França
- Joan I de Ponthieu, comte d'Aumale
- Joan I de Dammartin, comte de Dammartin
- Joan II de Brienne, Comte de Eu
- Joan d'Avesnes, comte d'Ostrevent, fill de Joan II, Comte d'Holanda
- Godfrey de Brabant, Senyor d'Aarschot
- Jacques de Châtillon, senyor de Leuze
- Pierre Flotte, Conseller en cap de Felip IV de França.

## Conseqüències històriques
La batalla va ser part d'una cadena que durant el segle XIV (iniciada el 1297 per la batalla del pont de Stirling) va mostrar que els cavallers podien ser derrotats per infanteria disciplinada i ben equipada (un altre exemple és la batalla de Sempach el 1386). Els escocesos llavors van aplicar aquesta idea d'atacar amb la infanteria i la van portar al camp de batalla a Bannockburn, on Schiltron escocès va atacar la cavalleria anglesa i la va posar en fugida. És també una fita en el desenvolupament de la independència política flamenca i el dia és recordat cada any a Flandes per la Comunitat flamenca com el seu dia de festa oficial.
La batalla va ser idealitzada el 1838 per l'escriptor flamenc Hendrik Conscience en el seu llibre De Leeuw van Vlaanderen (El Lleó de Flandes). Una altra característica inusual d'aquesta batalla és que sovint està citada com un dels pocs aixecaments reeixits de camperols i habitants de les ciutats, ja que en aquell moment altres aixecaments camperols a Europa van ser sufocats.
| « | L'aixecament es va originar al poble, sense ser provocat per un senyor (el comte de Flandes i els seus nobles més importants van ser capturats pels francesos). Només quan l'aixecament es va estendre, els parents del comte que encara estaven lliures es van afanyar a donar-li suport. En primer lloc es tractava d'una lluita del poble contra un senyor (el rei de França), no la lluita entre dos senyors | » |

Barbara Tuchman el descriu com un aixecament camperol en Un mirall llunyà. Encara que l'exèrcit guanyador estava ben armat, l'aixecament inicial va ser però un aixecament popular. Finalment però, la noblesa flamenca va tenir la seva part en la batalla-cada un dels líders de Flandes era de la noblesa o descendents de la noblesa i 400 homes de sang noble van lluitar al costat flamenc.
El resultat de la batalla - el fet que una gran força de cavalleria, teòricament invencible, fou aniquilat per una relativament modesta força d'infanteria, però ben armada i hàbil tàcticament - va ser un xoc per als caps militars d'Europa. Va contribuir al final de la percepció de la supremacia de la cavalleria, i va provocar un profund replantejament de les estratègies i tàctiques militars.